# Historic Crew Stadium
Das Historic Crew Stadium ist ein Fußballstadion in der US-amerikanischen Stadt Columbus im Bundesstaat Ohio. Es ist das erste speziell für den Fußball entworfene und gebaute Stadion in den USA. Die Anlage wurde im Mai 1999 eröffnet und wurde, bis zur Eröffnung des Lower.com Field, in erster Linie durch das Franchise der Columbus Crew aus der Major League Soccer (MLS) genutzt. Seit der Saison 2022 trägt das Farmteam, die Columbus Crew 2, seine Heimspiele in der MLS Next Pro in dem Stadion aus.

## Name
Am 3. März 2015 wurde das in Spanien ansässige Versicherungsunternehmen MAPFRE Insurance, ausgesprochen: „MAH-fray“, der neue Namenssponsor der Spielstätte. Ende Dezember 2020 lief der Vertrag aus und die Anlage erhielt im März 2021 den Namen Historic Crew Stadium, bis ein neuer Sponsor gefunden ist.

## Das Stadion
Die Anlage mit damals 22.555 Plätzen wurde innerhalb von nur neun Monaten gebaut und kostete etwa 28,5 Millionen US-Dollar. Gebaut wurde die Spielstätte auf dem Gelände des Ohio Exposition Center and State Fairgrounds. 2008 wurde das Stadion um eine Konzertbühne ergänzt. Dadurch sank die Kapazität um 2.410 Zuschauer. Es fasst zu Fußballspielen insgesamt 20.145 Zuschauer. Zu Konzerten können bis zu 30.000 Besucher in das Fußballstadion. Eröffnet wurde die Sportstätte am 15. Mai 1999 mit einem Spiel zwischen der Columbus Crew und New England Revolution.

## Eigentum und Finanzierung
Finanziert wurde das Stadion ausschließlich durch private Mittel. Die Hunt Sports Group war bis 2013 Eigentümer und alleiniger Finanzierer der Arena. Am 30. Juli 2013 übernahm die von Anthony Precourt gegründete Precourt Sports Ventures (PSV), LLC das Franchise Columbus Crew mitsamt dem Stadion.

## Wichtige Veranstaltungen
Im Mapfre Stadium wurden viele Spiele der US-amerikanischen Fußballnationalmannschaft der Männer und Frauen ausgetragen.
Im Jahr 2001 wurde der MLS Cup in Columbus ausgespielt. Die San José Earthquakes schlugen die Los Angeles Galaxy mit 2:1 nach Verlängerung. In den Jahren 2000 und 2005 wurde das MLS All-Star Game in Columbus ausgetragen. Das Stadion war ferner Austragungsort der Frauenfußball-Weltmeisterschaft 2003.
Zuletzt wurden Meisterschaftsendspiele der NCAA-Collegemeisterschaft, die High-School-Meisterschaften von Ohio im Fußball und American Football sowie der Major League Lacrosse durchgeführt.
Neben dem Sport werden Konzerte auf der Bühne des Stadions veranstaltet. Seit 2007 wird jährlich im Mai das Rock- und Metal-Festival Rock on the Range in der Fußballarena veranstaltet.

## Neues Stadion
Am 3. Juli 2021 wurde das Lower.com Field mit dem Spiel Columbus Crew gegen New England Revolution eröffnet. Es liegt rund fünf Meilen südlich des alten Stadions, bietet 20.011 Sitzplätze und kostete rund 314 Mio. US-Dollar. Die letzte Partie im früheren Columbus Crew Stadium wurde am 19. Juni zwischen Columbus Crew und Chicago Fire ausgetragen. Columbus gewann die letzte Partie im Stadion mit 2:0 vor dem mit 20.064 Zuschauern gefüllten Stadion. Die beiden letzten Treffer erzielte Gyasi Zardes.

## Galerie

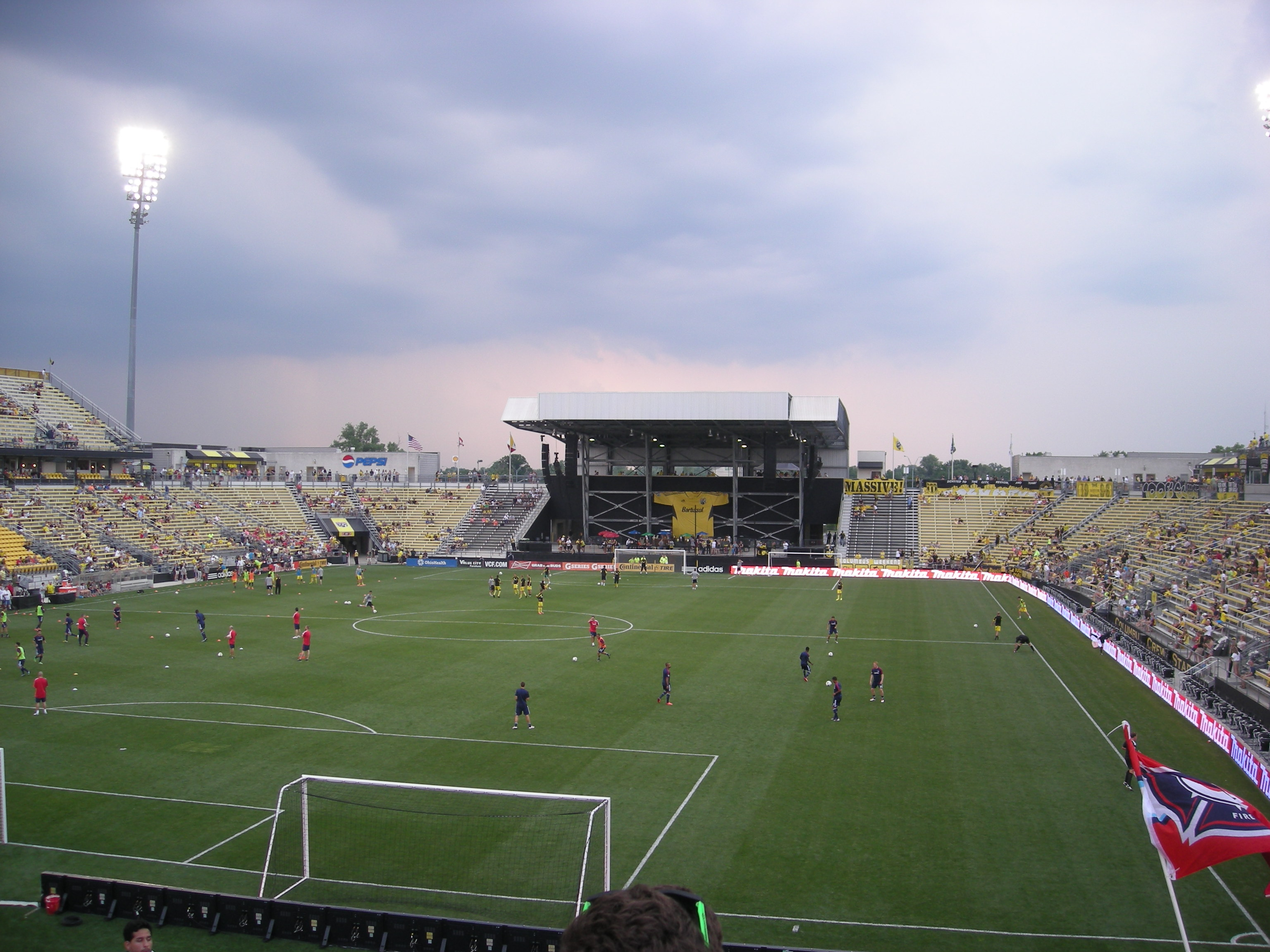
Der Stadioninnenraum mit der permanenten Konzertbühne
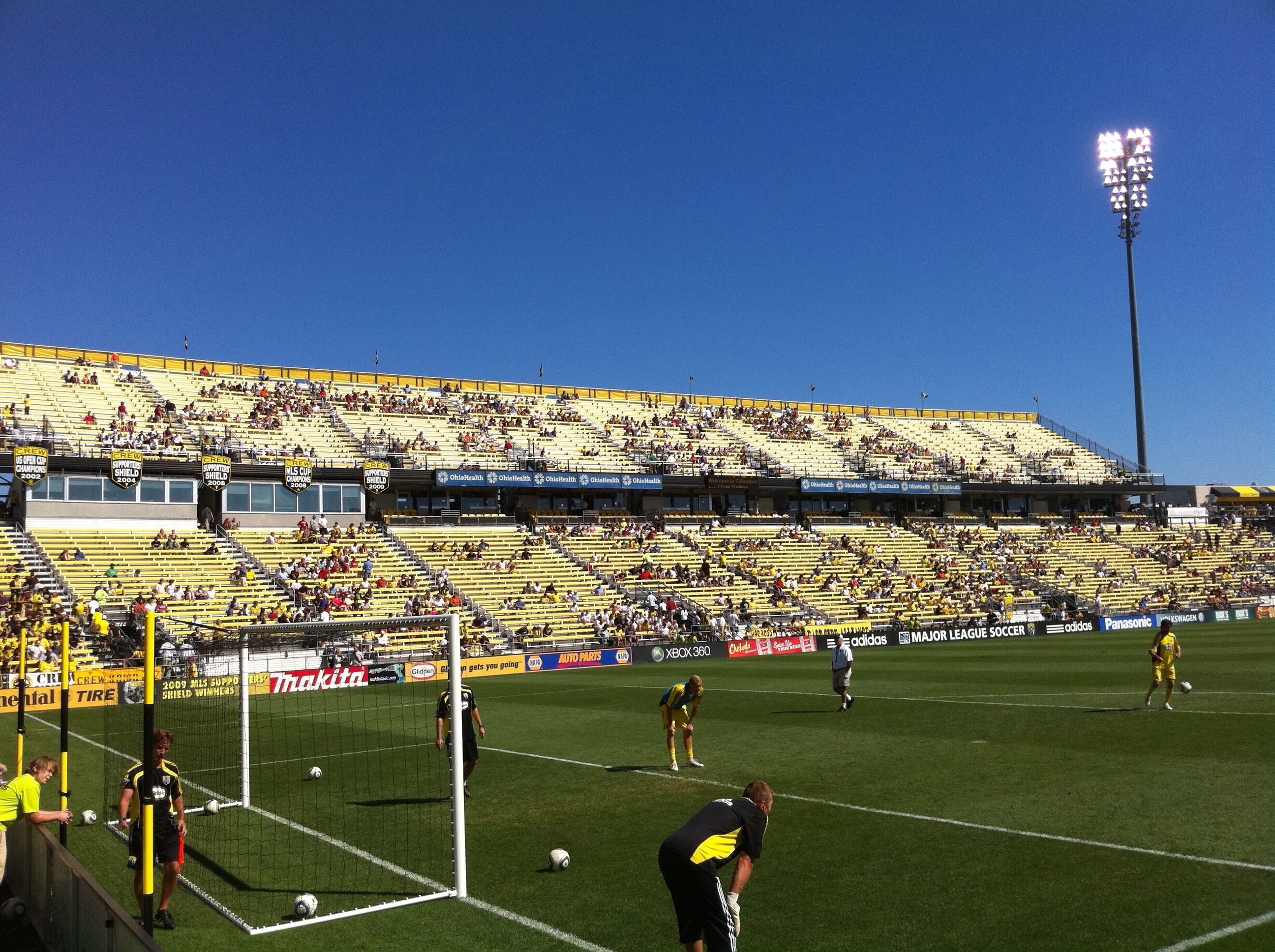
Die Westtribüne
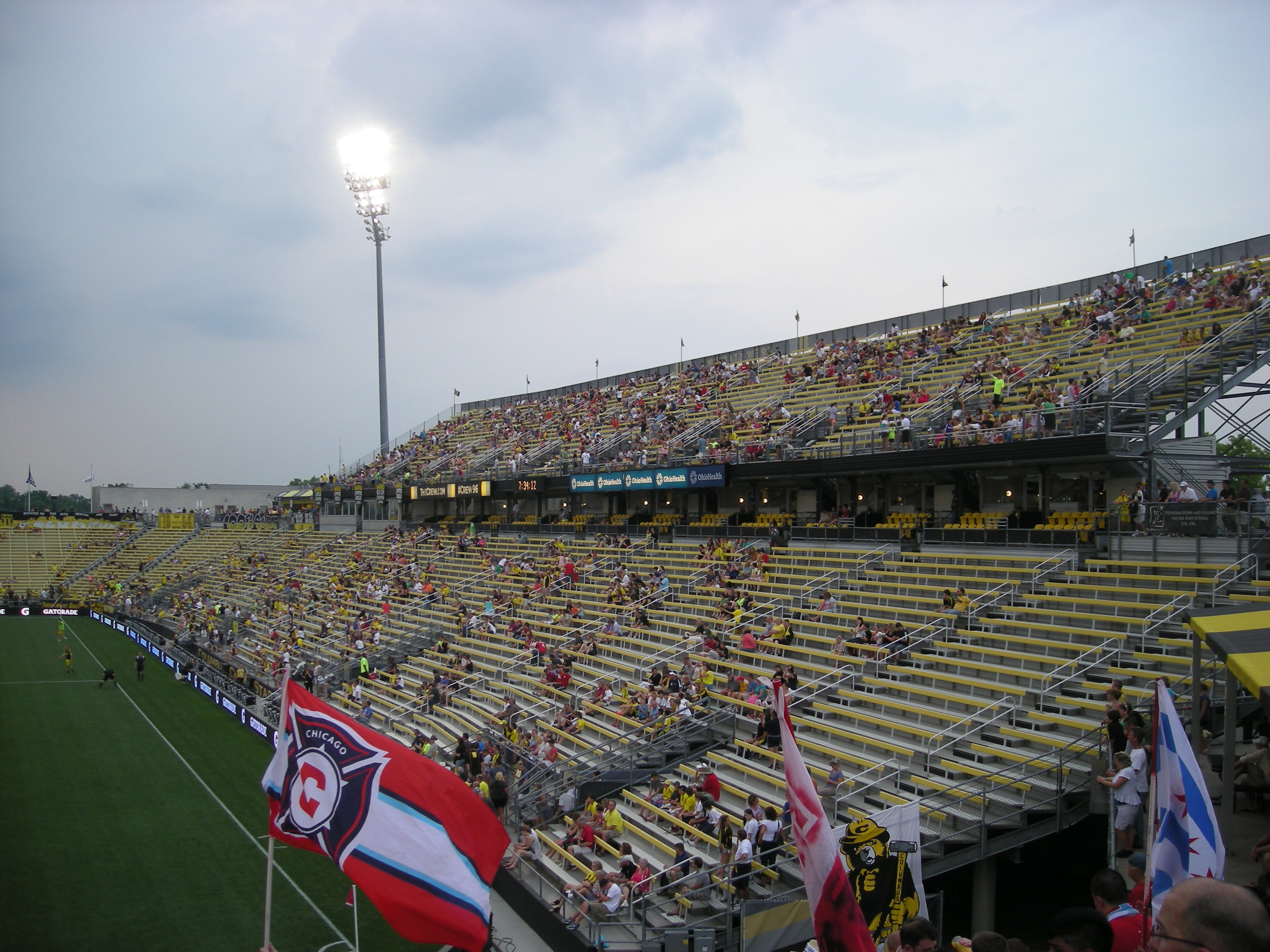
Der Ostrang